# 크로노스 (1992년 영화)
《크로노스》(Cronos)는 1993년 개봉한 멕시코의 공포 드라마 영화이다. 기예르모 델 토로가 감독 데뷔작이며 그가 각본 역시 맡았다.

## 출연

### 주연
- 페데리코 루피
- 론 펄먼
- 클로디오 브룩
- 마가리타 이사벨

## 기타
- 공동제작: 알레한드로 스프링갤
- 협력프로듀서: 호르헤 산체즈